# Herbert Franke (nhà Trung Hoa học)
Herbert Franke (27 tháng 9 năm 1914 – 10 tháng 6 năm 2011) là một nhà sử học người Đức chuyên về lịch sử Trung Quốc. Ông đặc biệt được biết đến với các tác phẩm về lịch sử của triều đại Kim và Nhà Nguyên ở Trung Quốc.
Sau khi chấm dứt Thế chiến II, Herbert Franke, ông cùng với Wolfgang Bauer, góp phần thành lập Trung Hoa học chuyên biệt ở Đại học Munich. Sau đó, ông đã kế nhiệm Erich Haenisch với tư cách là trưởng Khoa Trung Hoa học tại trường đại học đó.
Ông là một trong những tác giả của tập 6 của "Lịch sử Trung Quốc của Cambridge" (The Cambridge History of China) liên quan đến lịch sử Trung Quốc dưới chế độ Khiết Đan, Nữ Chân và Mông Cổ.

## Công trình
- Herbert Franke (1976). Sung Biographies. Steiner. ISBN 978-3-515-02412-9.
- Denis C. Twitchett; Herbert Franke; John King Fairbank (1994). The Cambridge History of China: Volume 6, Alien Regimes and Border States, 907-1368. Cambridge University Press. ISBN 978-0-521-24331-5.